# Tom Golisano
Blase Thomas Golisano (* 14. listopadu 1941) je americký podnikatel a filantrop. Je zakladatelem firmy Paychex, poskytující ostatním firmám výpočty platů a podobné věci. Společně s Larrym Quinnem je spoluvlastníkem hokejového klubu Buffalo Sabres a lakrosového klubu Buffalo Bandits. Má titul diplomovaného specialisty z Alfred State College.
Stal se spoluzakladatelem politické strany Independent Party of New York a v letech 1994, 1998 a 2002 byl kandidátem na guvernéra státu New York. I když pokaždé prohrál, vždy sesbíral pár důležitých procent. Na všech třech kampaních utratil celkem 93 milionů dolarů. Z New Yorku se odstěhoval do Naples na Floridě.
Daroval 14 milionů dolarů na konto Rochester Institute of Technology pro založení školy informatiky a počítačových věd. Dalších 14 milionů od něj dostala Rochesterská univerzita, pět milionů Nazareth College, po šesti milionech dostaly Bishop Kearney High School a Our Lady of Mercy High School. Na podporu vyučování věd daroval deset milionů dolarů Niagara University a naposledy daroval šest milionů dolarů Ave Maria University. Za svou filantropickou práci dostal několik ocenění.
V roce 2009 navázal partnerský vztah s tenistkou Monikou Selešovou. Zasnoubení proběhlo 5. června 2014 a následně se uskutečnil sňatek.